# Saharat Kanyaroj
Saharat Kanyaroj (tiếng Thái: สหรัฐ กันยะโรจน์, sinh ngày 9 tháng 6 năm 1994), còn được biết với tên đơn giản Farm (tiếng Thái: ฟาร์ม), là một cầu thủ bóng đá người Thái Lan thi đấu ở vị trí tiền vệ tấn công cho câu lạc bộ ở Thai League 1 PT Prachuap.

## Sự nghiệp quốc tế
Năm 2016 Saharat được chọn vào đội hình U-23 Thái Lan cho Giải vô địch bóng đá U-23 châu Á 2016 ở Qatar.